# Simon West
Pour les articles homonymes, voir West.
Simon West est un réalisateur, scénariste, producteur et cadreur britannique né le 17 juillet 1961 à Letchworth Garden City, (Angleterre, Royaume-Uni).

## Biographie
Simon Alexander West naît le 17 juillet 1961 à Letchworth Garden City, (Angleterre, Royaume-Uni).
En 1981, il entre à la BBC comme assistant-monteur et participe, au fur et à mesure, à de nombreuses productions. Dès 1985, il réalise de nombreux spots publicitaires et tourne en 1987 le clip de la chanson Never Gonna Give You Up de Rick Astley.
Il s'impose ensuite à Hollywood où il tourne son premier film : le blockbuster Les Ailes de l'enfer (1997), avec Nicolas Cage, John Cusack et John Malkovich. Le film reçoit le Razzie Award du pire manquement de respect à la vie humaine et aux édifices publics, mais est, quand même, un gros succès au box-office.
Deux ans plus tard, il revient avec Le Déshonneur d'Elisabeth Campbell, dans lequel John Travolta enquête sur un meurtre dans l'armée. Le film est mal reçu côté critique, mais est un gros succès commercial en rapportant plus de 100 millions de dollars aux États-Unis et 50 millions à l'étranger.
En 2001, il adapte la franchise de jeux vidéo Tomb Raider dans Lara Croft: Tomb Raider, avec Angelina Jolie dans le rôle de l'archéologue Lara Croft. Le film sera un succès au box-office en réalisant 274 703 340 dollars dans le monde (dont 131 168 070 dollars en Amérique) pour un budget de 94 millions dollars.
Après ce succès, il abandonne, pendant cinq ans, le cinéma pour réaliser des épisodes de séries télévisées comme Keen Eddie, Close to Home ou encore le téléfilm Under Pressure (2006).
En 2006, il revient avec le long-métrage Terreur sur la ligne, remake du film homonyme de Fred Walton, sorti en 1979. C'est un gros échec en France, mais pas aux États-Unis où le film rapporte 47 860 214 dollars et 66 966 987 dollars dans le monde entier pour un budget estimé à 15 millions dollars.
Il abandonne à nouveau le cinéma encore pendant cinq ans pour réaliser les téléfilms Split Decision (2006) et The Man (2008). En 2010 et 2011, il réalise respectivement les pilotes des séries Human Target : La Cible et The Cape.
En 2011, il revient au cinéma avec Jason Statham pour Le Flingueur, remake de la version de 1972 de Michael Winner. Le film n'est pas un énorme succès, car il ne rapporte que 29 121 498 dollars aux États-Unis et 22,9 millions dollars dans le reste du monde pour un budget d'environ 40 millions dollars.
En 2012, il est choisi pour prendre la suite Expendables : Unité spéciale (2009) de Sylvester Stallone à la réalisation de Expendables 2 : Unité spéciale.

## Filmographie

### Réalisateur

#### Cinéma
- 1997 : Les Ailes de l'enfer (Con Air)
- 1999 : Le Déshonneur d'Elisabeth Campbell (The General's Daughter)
- 2001 : Lara Croft: Tomb Raider
- 2006 : Terreur sur la ligne (When a Stranger Calls)
- 2011 : Le Flingueur (The Mechanic)
- 2012 : Expendables 2 : Unité spéciale (The Expendables 2)
- 2012 : 12 Heures (Stolen)
- 2015 : Joker (Wild Card)
- 2016 : Stratton
- 2017 : Gun Shy
- 2019 : Skyfire
- 2024 : Old Guy
- 2025 : Bride Hard (en)
- prochainement : The Legend Hunters (en) (chinois : 鬼吹灯之天星术) (coréalisé par Li Yifan)

#### Télévision
- 2003 : Keen Eddie (série télévisée) - Saison 1, épisodes 1 et 2
- 2005 : Juste Cause (Close to Home) (série télévisée) - Saison 1, épisode 1
- 2006 : Under Pressure (téléfilm)
- 2006 : Split Decision (téléfilm)
- 2007 : The Man (téléfilm)
- 2010 : Human Target : La Cible (Human Target) (série télévisée) - Saison 1, épisode 1
- 2011 : The Cape (série télévisée) - Saison 1, épisode 1
- 2017 : The Saint

#### Musique
- 1987 : Never Gonna Give You Up (clip)

### Scénariste
- 2001 : Lara Croft: Tomb Raider de lui-même

### Producteur

#### Cinéma
- 2001 : La Chute du faucon noir (Black Hawk Down) de Ridley Scott
- 2011 : Night of the Living Dead: Origins 3D de Zebediah De Soto

#### Télévision
- 2003-2004 : Keen Eddie (série télévisée)
- 2004 : Harry Green and Eugene (série télévisée)
- 2005 : Juste Cause (Close to Home) (série télévisée)
- 2006 : Under Pressure (TV) de Simon West
- 2007 : The Man (TV) de Simon West
- 2010 : Human Target : La Cible (Human Target) (série télévisée) - Saison 1, épisode 1
- 2011 : The Cape (série télévisée) - Saison 1, épisode 1